# Tess Critchlow
Tess Critchlow (ur. 20 czerwca 1995 w Prince George) – kanadyjska snowboardzistka, specjalizująca się w snowcrossie.

## Kariera
Po raz pierwszy na arenie międzynarodowej pojawiła się 7 sierpnia 2010 roku w Mount Hotham, gdzie w zawodach Australia New Zealand Cup zajęła drugie miejsce w snowcrossie. W 2013 roku wystąpiła na mistrzostwach świata juniorów w Erzurum, zajmując piąte miejsce w snowcrossie.
W zawodach Pucharu Świata zadebiutowała 2 lutego 2013 roku w Blue Mountain, zajmując 28. miejsce w snowcrossie. Pierwsze pucharowe punkty wywalczyła 9 marca 2013 roku w Arosie, gdzie zajęła 26. miejsce. Nie stanęła na podium indywidualnych zawodów tego cyklu, jednak kilkukrotnie stawała na podium w snowcrossie drużynowym. W sezonach sezonie 2015/2016  i sezonie 2021/2022 była dziesiąta w klasyfikacji snowcrossu.
Podczas igrzysk olimpijskich w Pjongczangu w 2018 roku zajęła dziewiąte miejsce. Na rozgrywanych cztery lata później igrzyskach w Pekinie była szósta indywidualnie i dziewiąta drużynowo. Była też między innymi czternasta indywidualnie na mistrzostwach świata w Kreischbergu w 2015 roku.

## Osiągnięcia

### Igrzyska olimpijskie
| Miejsce | Dzień     | Rok  | Miejscowość | Konkurencja         | Zwyciężczyni       |
| ------- | --------- | ---- | ----------- | ------------------- | ------------------ |
| 9.      | 16 lutego | 2018 | Pjongczang  | Snowcross           | Michela Moioli     |
| 6.      | 9 lutego  | 2022 | Pekin       | Snowcross           | Lindsey Jacobellis |
| 9.      | 12 lutego | 2022 | Pekin       | Snowcross drużynowy | Stany Zjednoczone  |

### Mistrzostwa świata
| Miejsce | Dzień       | Rok  | Miejscowość   | Konkurencja | Zwyciężczyni       |
| ------- | ----------- | ---- | ------------- | ----------- | ------------------ |
| 14.     | 16 stycznia | 2015 | Kreischberg   | Snowcross   | Lindsey Jacobellis |
| 24.     | 12 marca    | 2017 | Sierra Nevada | Snowcross   | Lindsey Jacobellis |

### Puchar Świata

#### Miejsca w klasyfikacji generalnej Snowcrossu
- sezon 2012/2013: 42.
- sezon 2013/2014: 33.
- sezon 2014/2015: 21.
- sezon 2015/2016: 10.
- sezon 2016/2017: 13.
- sezon 2017/2018: 16.
- sezon 2018/2019: 28.
- sezon 2019/2020: 17.
- sezon 2021/2022: 10.

#### Miejsca na podium w zawodach
Critchlow nie stanęła na podium indywidualnych zawodów PŚ.